# ممفیس مونرو
ممفیس مونرو (انگلیسی: Memphis Monroe؛ زاده ۲۳ مارس ۱۹۸۵) بازیگر پورنوگرافی اهل ایالات متحده آمریکا است.